# Молиш, Ганс
Ганс Мо́лиш (нем. Hans Molisch; 6 декабря 1856, Брюнн, Австрия (ныне Брно, Чехия) — 8 декабря 1937, Вена, Австрия) — австрийский физиолог растений и географ-путешественник.

## Биография
Родился Ганс Молиш 6 декабря 1856 года в Брюнне. Через некоторое время переезжает из Чехии в Австрию, где в 1870-х годах поступает в Венский университет, а в 1879 году оканчивает его. В 1889 году занимает должность профессора высшей технической школы в Граце. В 1890-х годах переезжает в родную Чехию, где с 1894-по 1909 год становится профессором Пражского университета. В 1909 году переезжает вновь в Австрию, где до самой смерти занимает должность директора института физиологии растений Венского университета. Ганс Молиш не только учёный, но и также географ-путешественник, который обожал путешествовать по городам и странам. В 1897 году Ганс Молиш совершил кругосветное путешествие и посетил Яву, Китай, Японию, Северную Америку и ещё ряд стран.
Скончался Ганс Молиш 8 декабря 1937 года в Вене, спустя 2 дня после празднования своего 81-летия.

## Научные труды и работы

### Научные работы
Основные научные работы посвящены изучению устойчивости растений к низким температурам, физиологии возрастных изменений, биологического свечения, фотосинтеза, исследованию периода покоя и способов его нарушения, а также анатомии, микробиологии и химическому взаимодействию растений (аллелопатии).
- 1893 — Доказал, что рост пыльцевых трубок регулируется хемотропизмом.
- 1897 — Высказал мнение о том, что гибель растений при низких температурах происходит в результате образования в межклетниках кристаллов льда.
- 1909 — Предложил метод тёплых ванн для выведения почек древесных растений из состояния покоя.

### Избранные научные труды и литература
- 1933 — Физиология растений как теория садоводства.
- 1941 — Ботанические опыты без приборов.

## Список использованной литературы
- 1968 — Краткая история ботаники.
- 1972 — История биологии с древнейших времён до начала XX века.
- 1975 — История биологии с начала XX века до наших дней.
- 1984 — Биологи. Биографический справочник